# Nelson Peltz
Nelson Peltz (Brooklyn, 24 de junho de 1942) é um empresário e investidor bilionário americano. Ele é sócio fundador, juntamente com Peter W. May e Edward P. Garden, do Trian Fund Management, um fundo alternativo de gerenciamento de investimentos com sede em Nova Iorque. Ele é presidente não executivo da Wendy's Company e diretor da Legg Mason, Procter & Gamble, Sysco e The Madison Square Garden Company. Ele é ex-diretor da H. J. Heinz Company, Mondelēz International e Ingersoll Rand e ex-diretor executivo (CEO) da Triangle Industries.

## Infância e educação
Peltz nasceu em uma família judaica em 1942, no Brooklyn, Nova Iorque, filho de Claire (née Wechsler; 1905–2007) e Maurice Herbert Peltz (1901–1977). Peltz estava matriculado no programa de graduação da Wharton School da Universidade da Pensilvânia, onde ingressou na Fraternidade de Phi Gamma Delta, mas nunca concluiu seu curso.

## Carreira profissional
Em 1963, ele abandonou a Wharton School da Universidade da Pensilvânia com a intenção de se tornar um instrutor de esqui no Oregon. No entanto, ele acabou dirigindo um caminhão de entrega para a A. Peltz & Sons, uma empresa atacadista de distribuição de alimentos fundada por seu avô Adolph em 1896, que entregava produtos frescos e alimentos congelados (Snow Top) a restaurantes em Nova Iorque.
Seu pai deu-lhe liberdade na empresa e, nos quinze anos seguintes, ele e seu irmão mais velho, Robert B. Peltz, expandiram os negócios gradualmente mudando a linha de produtos de produtos para alimentos congelados institucionais. Nos dez anos seguintes, a Peltz comprou várias empresas de alimentos e, em 1973, ele e seu irmão, juntamente com o parceiro de negócios da Peltz, Peter May, que ingressou na Peltz em 1972, assumiram a empresa, então chamada Flagstaff Corp., com 150 milhões de dólares em vendas públicas. Em 1979, a Peltz vendeu a divisão de negócios de serviços alimentícios da Flagstaff a um grupo de investidores. Dois anos depois, o negócio de serviços de alimentos faliu e o credor pediu à Peltz para recuperar seu empréstimo pendente. Em um ano, os empréstimos foram reembolsados quando a Peltz reconstruiu o negócio.
Nos anos 80, Peltz e seu parceiro de negócios, Peter May, que ingressou na Flagstaff como diretor financeiro depois de ter sido seu contador, procuraram novas aquisições. Em abril de 1983, os dois compraram uma participação na empresa de máquinas e arame Triangle Industries Inc. com a ideia de usá-lo para fazer aquisições, transformando-o em uma empresa industrial da Fortune 100 e na maior empresa de embalagens do mundo. Triangle foi vendida para Pechiney em 1988.

## Riqueza e filantropia
Segundo a Revista Forbes, ele tem um patrimônio líquido de 1,51 bilhão de dólares em fevereiro de 2017. Isso faz dele a 432.ª pessoa mais rica dos EUA.
Em 2005, Peltz estava entre as 53 entidades que contribuíram com o máximo de 250 mil dólares para a segunda posse do presidente George W. Bush. Ele também é um colaborador ferrenho de causas judaicas.
Peltz faz parte do Conselho de Curadores do Hospital Presbiteriano de Nova Iorque desde 2019.

### Prêmios e reconhecimento
Ele foi reconhecido pela Associação Nacional de Diretores Corporativos (NACD) em 2010, 2011 e 2012 como uma das pessoas mais influentes na governança corporativa global.